# Bohumil Pták

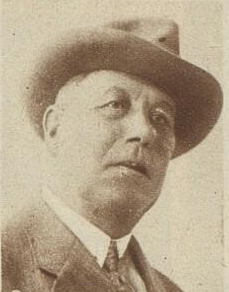
Bohumil Pták, 1929

Bohumil Pták (14. června 1869 Praha – 4. února 1933 Praha) byl český operní pěvec, tenorista.

## Život
Narodil se v rodině pražského fotografa Karla Ptáka a manželky Filipíny rozené Šulcové.
Studoval obchodní akademii a soukromě se školil ve zpěvu u Františka Pivody a Moritze Wallersteina. Začínal v roce 1890 u divadelní společnosti Vendelína Budila, se kterým se však kvůli svým nárokům nepohodl. Poté působil ve společnostech Elišky Zölnerové, Pavla Švandy a Jana Pištěka, s nimiž vystupoval zejména v Plzni (1890, 1891–1892), a Brně (1890–1891, 1893–1896). U Budila se také seznámil s budoucí manželkou Marií, se kterou měl později syna Dalibora. Po úspěšných pohostinských vystoupeních v červenci a srpnu 1896[nedostupný zdroj] byl v letech 1896 až 1911 angažován v Národním divadle v Praze.
Příležitostně vystupoval také v zahraničí (1897 Split, 1901 Moskva a Petrohrad, 1907 Varšava). Hostoval v Plzni a brněnském Národním divadle, v letech 1911 až 1913 působil v USA.
Od roku 1909 vyučoval ve vlastní operní škole v Praze, od roku 1915 pak v pěvecké škole v Plzni.

### Rodinný život
Po sňatku s herečkou Marií Bursovou měli dva syny, Dalibora Františka (*31. 12. 1894) a Zdenka (*14. 2. 1899) a dceru Miladu, později provdanou Jedličkovou. V polovině 20. let 20. století se po rozvodu s Marií Ptákovou znovu oženil. Zemřel ve Všeobecné nemocnici v Praze ve věku nedožitých 64 let.

## Divadelní role, výběr
- 1890 Bedřich Smetana: Prodaná nevěsta, Jeník, Budilova divadelní společnost v Plzni
- 1891 Bedřich Smetana: Prodaná nevěsta, Jeník, Švandova divadelní společnost v Brně
- 1896 Richard Wagner: Lohengrin, Lohengrin, Národní divadlo, režie František Hynek
- 1899 Bedřich Smetana: Čertova stěna, Jarek, Národní divadlo, režie Adolf Krössing
- 1901 Antonín Dvořák: Rusalka, Princ, Národní divadlo, režie Robert Polák
- 1905 Charles Gounod: Romeo a Julie, Tybald, Národní divadlo, režie Robert Polák
- 1908 P. I. Čajkovskij: Eugenij Oněgin, Lenský, Národní divadlo, režie Adolf Krössing
- 1911 Gioacchino Rossini: Vilém Tell, Rudolf, Národní divadlo, režie Robert Polák